# Wespentaille (mode)
Een wespentaille is in de mode een ideaalbeeld, dat tot 1920 heerste waarbij een vrouw een slanke taille in de vorm van een wespentaille heeft.
Een wespentaille is te bereiken met een veter- of rijgkorset, bustier of guêpière waarbij de taille ingesnoerd tot een extreem kleine omtrek (tightlacing). Tot aan de jaren twintig van de twintigste eeuw was de wespentaille een modisch ideaalbeeld. Tijdens de roaring twenties raakte dit ideaalbeeld passé, mede onder invloed van de diverse gezondheidsbewegingen, de suffragettes en de eerste feministische golf.

## Herkomst woord
Wespentaile is waarschijnlijk een leenvertaling van het Franse taille en guêpe (voor het eerst aangetroffen in 1783) of taille de guêpe (1829, guêpe betekent 'wesp'). Het met een korset ingesnoerde middenlijf raakte in Frankrijk aan het eind van de 18e eeuw in de mode; de rest van Europa volgde in de 19e eeuw. Het woord zal met de mode zijn meegelift en komt in diverse Europese talen voor. De Duitsers spreken van die Wespentaille en de Engelsen van wasp-waist. 
In het Nederlands is wespentaille in 1838 voor het eerst aangetroffen, in een brief die Johannes Kneppelhout vanuit Parijs schreef aan een vriend: "Hoe gaat het met je reisgenoot? Laat hij, wat zijn insectenverzameling betreft, uitkijken voor de wespentailles van de dames van lichte zeden, het zijn vliesvleugeligen die voor weinigen onderdoen."
Het woord lijkt echter pas later, vanaf circa 1870, algemeen bekend te zijn geworden. In 1881 komen we het tegen in een ,,beurtzang voor een heer en dame’’, getiteld ‘Modetwist’. Daarin zingt de heer onder meer: ,,Zij rijgen en zij snoeren,/ Verrichten zware toeren,/ Nooit vinden zij haar taille smal genoeg;/ Begint het hard te waaien/ Dan ziet men alles zwaaien,/ Dra breekt haar wespentaille laat of vroeg.’’

## Afbeeldingen

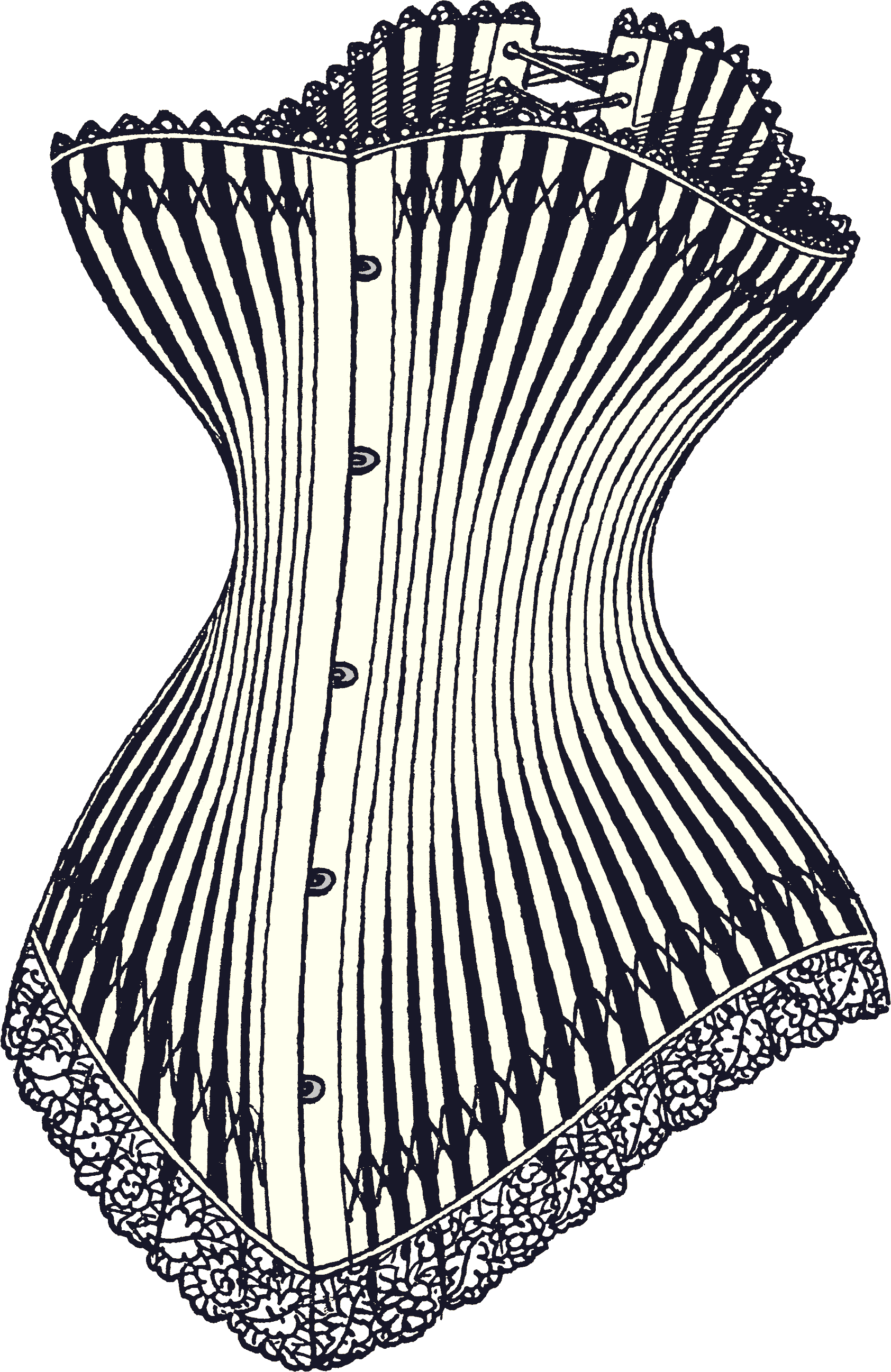
Een korset om een wespentaille te verkrijgen
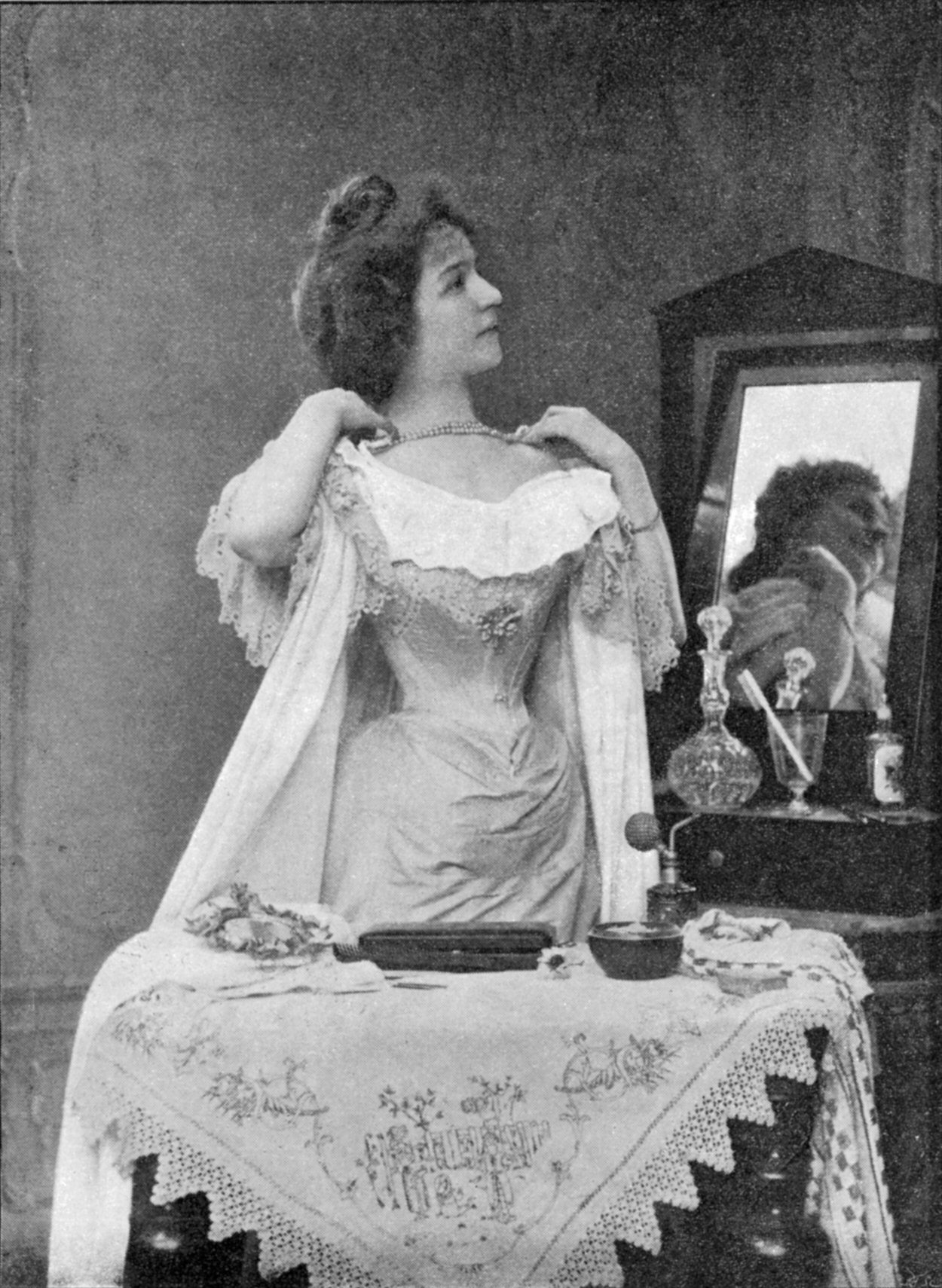
Parijse vrouw met wespentaille